# Alžběta Trojanová
Alžběta Trojanová (* 16. ledna 1987 Praha) je česká publicistka, youtuberka a moderátorka zaměřující se na počítačové hry.
Přezdívá se jí „královna české herní žurnalistiky“; toto označení vzniklo náhodou při interview pro online magazín, kde Trojanová sama sebe v nadsázce označila za „královnu“ a od té doby se pojem ujal. V současnosti bývá považována za jednu z nejvlivnějších a nejvýraznějších osob na poli české herní scény.

## Osobní život a studia
Vystudovala gymnázium Lauderovy školy, posléze VŠ obor Marketingová komunikace a Public relations na Univerzitě Karlově v roce 2011.
Mezi její nejoblíbenější hru patří dle mnoha interview Zaklínač 3: Divoký hon. Ve volném čase se věnuje cosplayi.
V červenci 2020 adoptovala z útulku v Polsku psa smíšené rasy, kterého pojmenovala „Pixel“.
Mezi lety 2021 a 2022 prodělala úspěšně léčbu rakoviny prsu. Po této osobní zkušenosti pak propagovala prevenci a související aktivity s touto nemocí.
Na konci srpna 2023 se po mnohaletém soužití vdala za svého partnera Brada Autyho. Na svatbě měla také Mikoláše Tučka, Baty Alquawen, Shial a Radka Starého (Sterakdary).

## Projekty a profesní kariéra
Svou novinářskou kariéru začala v roce 2004 v časopise Gamestar, který dnes již v ČR nevychází. Několik let psala pro časopis ABC.
Široké veřejnosti se představila s uvedením pořadu Re-play v roce 2009, kde působila také jako hlavní moderátorka a později jako šéfredaktorka až do roku 2019.
Mnoho let spolupracuje s časopisem Score, kde má svůj pravidelný feministický sloupek.
Od roku 2019 byla společně s Mikolášem Tučkem moderátorkou herního pořadu New Game + Televize Seznam.
Od března 2020 je součástí redakce Games.cz, kde má na starosti tvorbu video obsahu webu.
Od roku 2021 pravidelně moderuje společně s Mikolášem Tučkem Comic Con PRAGUE.
Od 8. prosince 2022 uvedly společně s Baty Alquawen a Shial pořad Movie Witches, kde všechny tři společně komentují různé filmy. Nový kanál vznikl transformací původního youtube kanálu Baty a Bety.
27. září 2023 oznámili Alžběta  společně s Mikolášem Tučkem společný projekt nového pořadu POP COOLT na Prima COOL. Nový pořad bude informovat o seriálech, filmech, komiksech, hrách a knihách.  Jedná se o společný projekt s Mikolášem, včetně společného moderování jako v původním Re-play.
30. června 2025 společně s Mikolášem Tučkem představili první epizodu společného podcastu s názvem "Poslední Podcast".

## Influencing

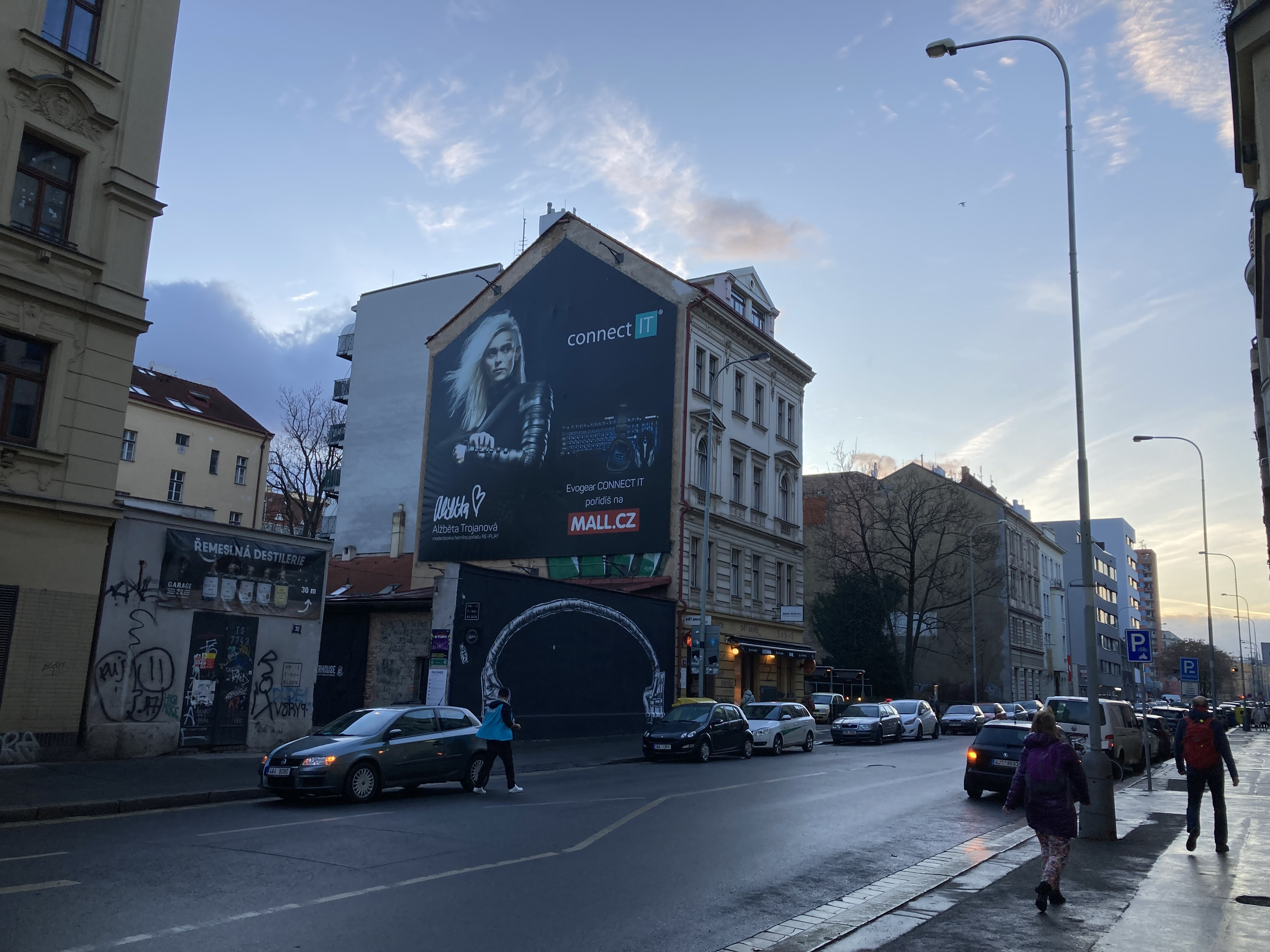
Reklamní banner (Dělnická).

Propaguje různé výrobky, či služby, které obvykle souvisí s její prací nebo zájmy. Kromě krátkodobých činností, spolupracuje také dlouhodobě s různými mezinárodními společnostmi.
Od dubna 2020 tvoří video obsah pro obchod CZC, kde dělá reklamy a recenze na zapůjčené produkty a novinky ze světa technologií.
V prosinci 2020 moderovala společně s Patrikem Turi charitativní stream Pomoc z budoucnosti, kdy vybírali prostřednictvím Konto Bariéry na bionickou ruku pro Lukáše Polčáka.
V prosinci 2020 propagovala hru Cyberpunk 2077.
V roce 2020 spolupracovala také s Western Digital.
Několikrát v letech 2020 a 2021 spolupracovala se společností Acer.
Od ledna 2022 spolupracuje s HP.

## Rozhovory
- 4.12.2020, GEFORCE PODCAST #6 - Cyberpunk 2077: Herní událost roku s Alžbětou „Bětkou“ Trojanovou![30]
- 24.4.2021, Alžběta Trojanová a Mikoláš Tuček - Wole Show #5[31]
- 1.12.2023, Alžběta Trojanová a Mikoláš Tuček - RECAST[32]
- 5.3.2025, Modrák & Friends #330 Pět životních her Alžběty Trojanové[33]